# Stenoonops hoffi
Stenoonops hoffi är en spindelart som beskrevs av Arthur M. Chickering 1969. Stenoonops hoffi ingår i släktet Stenoonops och familjen dansspindlar. Inga underarter finns listade i Catalogue of Life.